# Вільгельм Салусіо IV
Вільгельм Салусіо IV Страшний (італ. Guglielmo Salusio; бл. 1160–1214) — юдик (володар) Кальярського юдикату в 1188—1214 роках (як Салусіо IV), юдик Арборейської юдикату у 1195—1214 роках (як Вільгельм I).

## Життєпис
Походив з роду Обертенгів. Праонук Оберто, маркіза Масси і Корсики. Син Оберто, маркграфа Масси, та Гіоргії, Джорджи, доньки Салусіо III, юдика Кальярі. Народився близько 1160 року, отримавши ім'я Вільгельм. Разом з матір'ю мешкав у Пізі, де набув права пізанського громадянина.
У 1187 році владу в Кальярському юдикаті перебрав Торхіторіо III, юдика Кальярі, що виступив проти Пізанської республіки. 1188 року того було повалено пізанцями, а на трон встановлено Вільгельма Салусіо. У 1189—1190 роках супроводжував Убальдо, архієпископа Пізи, з яким долучився до учасників Третього хрестового походу.
1190 року повертається до Сардинії, де взяв ім'я Салусіо. 1191 року виступив проти Торреського юдикату спільно з Арборейським, але зазнав невдачі. Слідом за цим уклав мир з Костянтином II, юдиком Торресу, та Генуезькою республікою. 1192 році спільно з торреським юдиком розділив Арборею. Проте його союзник 1194 року уклав таємний союз з П'єтро I Арборейським.
Почав війну проти Торреського юдикату. 1195 року захопив фортеці Горчеано та Прунісінду, дружину Костянтина II, юдика Торресу. Запроторив її до замку Бургос, де вона померла від голоду.
У 1195 році спалахнула війна проти юдика Арбореї П'єтро I, якого захопив разом з його сином Баризоном. За цим захопив владу в Арборейському юдикаті. Інший співюдик арборейський Угоне I втік до Генуї. 1198 році Вільгельм Салусіо відбив спробу останнього відвоювати Арборейський юдикат. Того ж року за підтримки пізанського архієпископа Убальдо усунув з посади Джусто, єпископа Арбореї, чим було зміцнено владу Вільгельма Салусіо. Також було укладено мир з Комітою I, новим юдиком Торресу.
Втім Вільгельм Салусіо не зміг домогтися від Папського престолу визнання своєї влади в Арборейському юдикаті. Тоді він уклав нову угоду з полоненим юдиком П'єтро I, за яким Вільгельм Салусіо отримав частину Арбореї. Проте 1200 року папа римський Іннокентій III не визнав цієї угоди. 1203 року після смерті Баризона II, юдика Галлури, Вільгельм Салусіо в союзі з Комітою III, юдиком Торресом, планував розділити Галлурський юдикат. Але в справу втрутився Папський престол. Але вже у вересні 1203 року Вільгельм Салусіо зробив Вільгельма Маласпіну фактичним правителем Галлурського юдикату. При цьому дії Вільгельма Салусіо підтримував Пізанський архієпископ.
1206 року за угодою з Угоне I розділив з ним владу в Арборейському юдикаті, при цьому кураторі Мармілла була приєднана до Кальярського юдикату. Тим самим формально підкорився вимозі папи римському повернути трон законним володарям. Втім залишився фактичним правителем цього юдикату. Водночас Ламберто Вісконті захопив Галлурський юдикат. 1211 року після смерті Угоне I так само став співюдиком його сина П'єтро II.
1212 році очолив в Пізі антивісконтську партію. У битві біля Масси завдав поразки Убальдо Вісконті та його союзникам лукканцям, внаслідок чого Вільгельм Салусіо набув значного впливу в Пізі, де призначив 4 ректорів та підкорив родинне маркграфство Массу. Втім у 1213 році в битві біля пічки Фрігідо зазнав поразки від Умберто і Ламберто Вісконті, що поклало край впливу Вільгельма Салусіо в Пізі. Наприкінці 1213 року захворів, й 1214 року помер. Йому спадкував зять Баризон Торхіторіо IV.

## Родина
1. Дружина — Аделасія (Аделаїда), донька Морелло дела Маласпіна.
Діти:
- Бенедетта (д/н—1232), дружина Баризона Торхіторіо IV
- Агнес (д/н — після 1256), дружина Маріано II, юдика Торресу

2. Дружина — Гвісіана Бургіндіона, донька графа Гвідо Гверра III ді Капрая.
Діти:
- Преціоза (д/н—1230), дружина Угоне I, юдика Арбореї